# Jan Grarup
Jan Grarup, född 2 december 1968 i Kvistgaard utanför Helsingør, är en dansk dokumentärfotograf, som gjort sig känd för fotografier från krigsområden. 
Jan Grarup utbildade sig till fotograf på Danmarks Medie- og Journalisthøjskole i Aarhus 1989-1991 och arbetade därefter som fotograf på Ekstra Bladet. Efter examen 1991 fick han för första gången priset som årets danska pressfotograf.
Under sin yrkesbana har Jan Grarup bevakat många krig och konfliktområden runt om i världen. Efter att ha lämnat sin tjänst på Politiken 2009, arbetade han på en dansk bildbyrå från 2010 och också för nederländska Noor photo agency i Amsterdam.
I september 2023 blev Jan Grarup fockad från Politiken efter att ha ertappats med att ljuga om sina upplevelser i kriget i Ukraina.